# In Between Days
In Between Days (noto anche come Inbetween Days) è un singolo della band britannica The Cure, pubblicato il 9 luglio 1985, primo estratto dall'album The Head on the Door.

## Variazioni di titolo
Il titolo del brano ha aperto diversi dibattiti tra i fans, in quanto varia fra Inbetween Days e In Between Days a seconda dell'album in cui è incluso. Nel singolo appare con la seconda dicitura, mentre nell'album appare come In Between Days nella tracklist sul retro della copertina, come Inbetween Days nel libretto. L'attuale edizione in CD utilizza le parole staccate. Sul sito ufficiale appare invece come Inbetween Days.

Simili problemi hanno avuto The Lovecats e Lovesong.

## Tracce singolo

### Vinile 7" UK
Lato A
1. In Between Days

Lato B
1. The Exploding Boy

### Vinile 12" UK
Lato A
1. In Between Days

Lato B
1. The Exploding Boy
2. A Few Hours After This

### Vinile 7" USA
Lato A
1. Inbetween Days

Lato B
1. Stop Dead

### Vinile 12" USA
Lato A
1. Inbetween Days

Lato B
1. Inbetween Days (extended)
2. Stop Dead

### CDV
1. Inbetween Days
2. The Exploding Boy
3. A Few Hours After This
4. Six Different Ways (live)
5. Push (live)
6. Inbetween Days [videoclip]

## Formazione
- Robert Smith - voce, basso a 6 corde, chitarra, tastiere
- Porl Thompson - chitarra, tastiere,
- Simon Gallup - basso
- Boris Williams - batteria
- Lol Tolhurst - tastiere